# Swobodny przepływ towarów
Swobodny przepływ towarów – jedna ze swobód rynku wewnętrznego Unii Europejskiej.
Swoboda przepływu towarów jest jednym z elementów polityki Unii prowadzonej w celu ustanowienia rynku wewnętrznego, obszaru w którym zapewniona jest swobodna cyrkulacja ekonomiczna. W aspekcie przepływu towarów oznacza to zniesienie przez państwa członkowskie różnego typu barier, które dyskryminują towary pozostałych państw członkowskich i utrudniają obrót wewnątrz Unii.
Na potrzeby prawa Unii towary zdefiniowane są jako wszelkie produkty, których wartość wyrażona jest w pieniądzu i które mogą być przedmiotem transakcji. W celu zniesienia barier prawo Unii Europejskiej przewiduje:
1. Zakaz wprowadzania ceł (przywozowych i wywozowych) oraz opłat o skutkach równoważnych do cła
2. Zakaz wprowadzania przez państwa członkowskie
  1. podatków bezpośrednich lub pośrednich wyższych niż te które są nakładane na podobne produkty krajowe (tzw. zakaz dyskryminacji)
  2. podatków bezpośrednich, które pośrednio chronią inne produkty (tzw. zakaz protekcji)
3. Zakaz wprowadzania ograniczeń ilościowych oraz środków mających skutki równoważne do ograniczeń ilościowych.

Powyższe zakazy zostały dookreślone przez orzecznictwo Trybunału Sprawiedliwości, szczególnie w aspekcie ograniczeń ilościowych (m.in. w sprawach Dassonville, Cassis de Dijon, i Keck). Dorobkiem Trybunału są między innymi:
- zasada wzajemnego uznania standardów – w jej świetle produkty dopuszczone do obrotu na terytorium jednego państwa członkowskiego powinny co do zasady być dopuszczone w pozostałych państwach;
- zasada wymogów imperatywnych – państwo członkowskie może ograniczyć obrót towarami w drodze ograniczeń ilościowych jeśli może w uzasadniony sposób powołać się na ochronę własnego ważnego interesu (ochronę zdrowia publicznego, skuteczność kontroli podatkowej, ochronę konsumenta, rzetelność obrotu handlowego). Zasada ta uzupełnia obecny art. 36 TfUE.